# Tranzscheliaceae
De Tranzscheliaceae zijn een monotypische familie van schimmels, die behoren tot de roesten. Het typegeslacht is Tranzschelia hetgeen ook het enige geslacht is.